# Mecaenichthys immaculatus
Mecaenichthys immaculatus là loài cá biển duy nhất thuộc chi Mecaenichthys nằm trong phân họ Pomacentrinae của họ Cá thia. Loài này được mô tả lần đầu tiên vào năm 1852.

## Từ nguyên
Từ định danh của chi không được giải thích, có thể là được ghép bởi 3 âm tiết trong tiếng Hy Lạp cổ đại: me ("không"), caenis ("con dao") và ichthys ("cá"). Nếu đúng như vậy thì hàm ý của tên đề cập đến việc thiếu hàng gai ở trước ổ mắt.
Từ định danh của loài, immaculatus, trong tiếng Latinh có nghĩa là "không có vệt đốm", hàm ý đề cập đến kiểu màu của cá trưởng thành (cá con lại có một đốm đen rõ rệt ở cuối vây lưng).

## Phạm vi phân bố và môi trường sống
H. immaculatus là một loài đặc hữu của bờ biển phía đông nước Úc, được ghi nhận trải dài từ phía nam bang Queensland đến khắp bang New South Wales. H. immaculatus sống xung quanh các rạn đá ngầm hoặc trong những thảm cỏ biển ở độ sâu đến ít nhất là 55 m.

## Mô tả
H. immaculatus có chiều dài cơ thể tối đa được ghi nhận là 15 cm. H. immaculatus có đầu hơi nhọn, mắt to. Cơ thể có màu bạc, hơixám ở vùng lưng và đỉnh đầu. Đuôi, vây lưng và vây hậu môn có màu xám sẫm, đều có viền màu xanh lam óng ở rìa. Cá con có màu nâu sẫm ở thân trên với các vệt sọc màu xanh lam sáng; thân dưới và bụng có màu vàng. Có một đốm đen lớn viền xanh ở cuối vây lưng. Vây bụng khá dài, có thể chạm đến gốc vây hậu môn (cả cá trưởng thành và cá con).
Số gai ở vây lưng: 13; Số tia vây ở vây lưng: 16–17; Số gai ở vây hậu môn: 2; Số tia vây ở vây hậu môn: 14.

## Sinh thái học
Như những loài cá thia biển khác, H. immaculatus đực có tập tính bảo vệ và chăm sóc những quả trứng trong tổ của nó.